# Helicocephalum africanum
Helicocephalum africanum är en svampart som beskrevs av Cec. Roux 1996. Helicocephalum africanum ingår i släktet Helicocephalum och familjen Helicocephalidaceae.   Inga underarter finns listade i Catalogue of Life.